# Berhautia senegalensis
Berhautia senegalensis är en tvåhjärtbladig växtart som beskrevs av Simone Balle. Berhautia senegalensis ingår i släktet Berhautia och familjen Loranthaceae. Inga underarter finns listade i Catalogue of Life.